# Júlio César Coelho de Moraes
Júlio César Coelho de Moraes (Rio de Janeiro, 25 de julho de 1954), mais conhecido como César, é um ex-futebolista brasileiro que atuava como atacante.
Centroavante canhoto e negro, ele foi convocado por Telê Santana em amistosos pré-copa do Mundo de 1982, contra França, Alemanha Ocidental e Itália.
Ele é pai do também futebolista Júlio César, que atua como lateral-esquerdo, e é conhecido no futebol carioca por ser um dos poucos jogadores que defenderam os 4 grandes clubes do Rio de Janeiro.

## Carreira
César iniciou sua carreira no Bonsucesso, onde jogou de 1974 a 1979. 
Depois jogou no Palmeiras, em 1979 e 80. Pelo clube, César atuou, segundo dados do "Almanaque do Palmeiras", de Celso Unzelte e Mário Sérgio Venditti, em 87 partidas (28 vitórias, 32 empates, 27 derrotas e anotou 27 gols), segundo números do "Almanaque do Palmeiras", de Celso Unzelte e Mário Sérgio Venditti.
Depois do Palmeiras, jogou no Vasco da Gama, em 1981, antes de se transferir para o Sevilla da Espanha (de 1981 a 1984).
Defendeu ainda Portuguesa de Desportos, América de Rio Preto, no interior de São Paulo, Vitória de Guimarães e Farense de Portugal, Inter-RS, Atlético-PR, Goiás, Sampaio Correa, América Mineiro, Mesquita e Barra de Teresópolis-RJ, onde parou em 1991.

## Conquistas
Seleção Brasileira de Masters
- Copa Pelé - 1991